# Monte Cammarata - Contrada Salaci
Monte Cammarata - Contrada Salaci este o arie protejată (arie specială de conservare — SAC, sit de importanță comunitară — SCI) din Italia întinsă pe o suprafață de 2.107 ha, integral pe uscat.

## Localizare
Centrul sitului Monte Cammarata - Contrada Salaci este situat la coordonatele 37°37′09″N 13°36′09″E / 37.619167°N 13.6025°E.

## Înființare
Situl Monte Cammarata - Contrada Salaci a fost declarat sit de importanță comunitară în septembrie 1995 pentru a proteja 3 specii de plante și 17 specii de animale. Situl a fost protejat și ca arie specială de conservare în decembrie 2015.

## Biodiversitate
Situată în ecoregiunea mediteraneană, aria protejată conține 10 habitate naturale: Peșteri inaccesibile publicului, Păduri de Quercus ilex și Quercus rotundifolia, Tufărișuri termo-mediteraneene și de pre-deșert, Fânețe de joasă altitudine (Alopecurus pratensis, Sanguisorba officinalis), Pseudostepă cu ierburi și specii anuale de Thero-Brachypodietea, Pante stâncoase calcaroase cu vegetație casmofită, Râuri mediteraneene cu debit intermitent, cu specii de Paspalo-Agrostidion, Păduri de stejar alb estice, Grohotișuri termofile și vest-mediteraneene, Păduri termofile cu Fraxinus angustifolia.
La baza desemnării sitului se află mai multe specii protejate:
- plante (3): Dianthus rupicola, Leontodon siculus, Tripolium sorrentinoi
- păsări (16): ciocârlie-de-câmp (Alauda arvensis), Alectoris graeca whitakeri, fâsă-de-câmp (Anthus campestris), ciocârlie-cu-degete-scurte (Calandrella brachydactyla), erete alb (Circus macrourus), dumbrăveancă (Coracias garrulus), prepeliță (Coturnix coturnix), Falco naumanni, șoim călător (Falco peregrinus), sfrânciocul cu frunte neagră (Lanius minor), sfrâncioc cu cap roșu (Lanius senator), ciocârlie de pădure (Lullula arborea), ciocârlie de bărăgan (Melanocorypha calandra), gaia neagră (Milvus migrans), pietrar mediteranean (Oenanthe hispanica), turturică (Streptopelia turtur)
- reptile (1): Emys trinacris

Pe lângă speciile protejate, pe teritoriul sitului au mai fost identificate 22 de specii de plante, 2 specii de mamifere, 16 specii de nevertebrate, 4 specii de reptile.